# Чемпионат Африки по бегу по пересечённой местности
Чемпионат Африки по бегу по пересечённой местности — соревнования по кроссу для легкоатлетов Африканских стран. Впервые чемпионат прошёл в 1985 году, после чего вновь был проведён только в 2011 году. Соревнования организуются Конфедерацией лёгкой атлетики Африки.

## Места проведения чемпионатов
|     | Год  | Город    | Страна  | Дата     |
| --- | ---- | -------- | ------- | -------- |
|     | 1985 | Найроби  | Кения   | —        |
| I   | 2011 | Кейптаун | ЮАР     | 6 марта  |
| II  | 2012 | Кейптаун | ЮАР     | 18 марта |
| III | 2014 | Кампала  | Уганда  | 16 марта |
| IV  | 2014 | Яунде    | Камерун | 12 марта |

## Победители
| Год  | Мужчины                | Женщины              | Команды (мужчины) | Команды (женщины) |
| ---- | ---------------------- | -------------------- | ----------------- | ----------------- |
| 1985 | Пол Кипкоэч (KEN)      | Хеллен Кимайо (KEN)  | Кения             | Кения             |
| 2011 | Джон Мванганги (KEN)   | Мерси Чероно (KEN)   | Кения             | Кения             |
| 2012 | Клемент Лангат (KEN)   | Джойс Чепкируи (KEN) | Кения             | Кения             |
| 2014 | Леонард Барсотон (KEN) | Фейс Кипьегон (KEN)  | Кения             | Кения             |
| 2016 | Джеймс Рунгару (KEN)   | Элис Навовуна (KEN)  | Кения             | Кения             |